# Dermatophagie

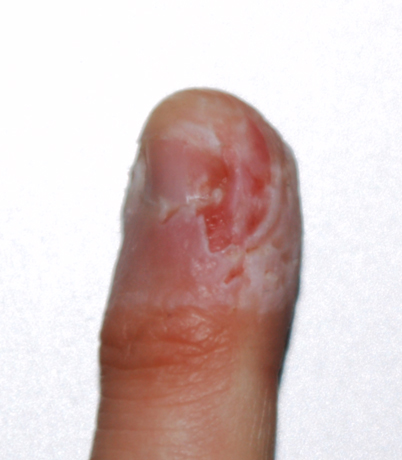
Stark verletzte Haut am Finger eines Patienten mit Dermatophagie.

Als Dermatophagie bezeichnet man ein Komplexes Motorisches Symptom, in Form der Störung der Impulskontrolle und Zwangsspektrumstörung (Zwangsstörung OCD), bei der sich die Betroffenen, sich selbst zwanghaft repetitiv und impulsiv in die Haut beißen. In der Folge kommt es häufig zu Blutungen, Entzündungen, bis hin zu bleibenden Schäden der Haut. Manche der Betroffenen essen die abgetrennten Hautstücke. Sofern die Hautpartien abgebissen aber nicht gegessen werden, wird der Begriff Dermatodaxia bevorzugt. Das Symptom findet sich auch im Rahmen von Autismus-Spektrum-Störungen, Tic-Störungen, Tourette-Syndrom. Verwandte Störungen sind die Dermatillomanie (Skin-Picking), die durch das Zupfen/Ziehen an der eigenen Haut definiert ist, und die Trichophagie, dem zwanghafte Beißen und Konsumieren der eigenen Haare.

## Verhalten
Vielfältige Hautbereiche können betroffen sein, typisch ist jedoch ein Beißen der Haut rund um die Fingernägel (als Perionychophagie bezeichnet), der Fingerknöchel oder der Innenseite der Wangen und der Lippen. Daraus entstehende Blasen, Schwielen und Hautunebenheiten veranlassen häufig weiteres Beißen. Auch psychische Anspannung durch interne oder externe Stressoren verstärken den Impuls zu beißen.

## Therapie
Als Therapiemaßnahmen werden psychotherapeutische Strategien wie Habit Reversal Training und Entkopplung empfohlen.